# Cronologia de Três Pontas

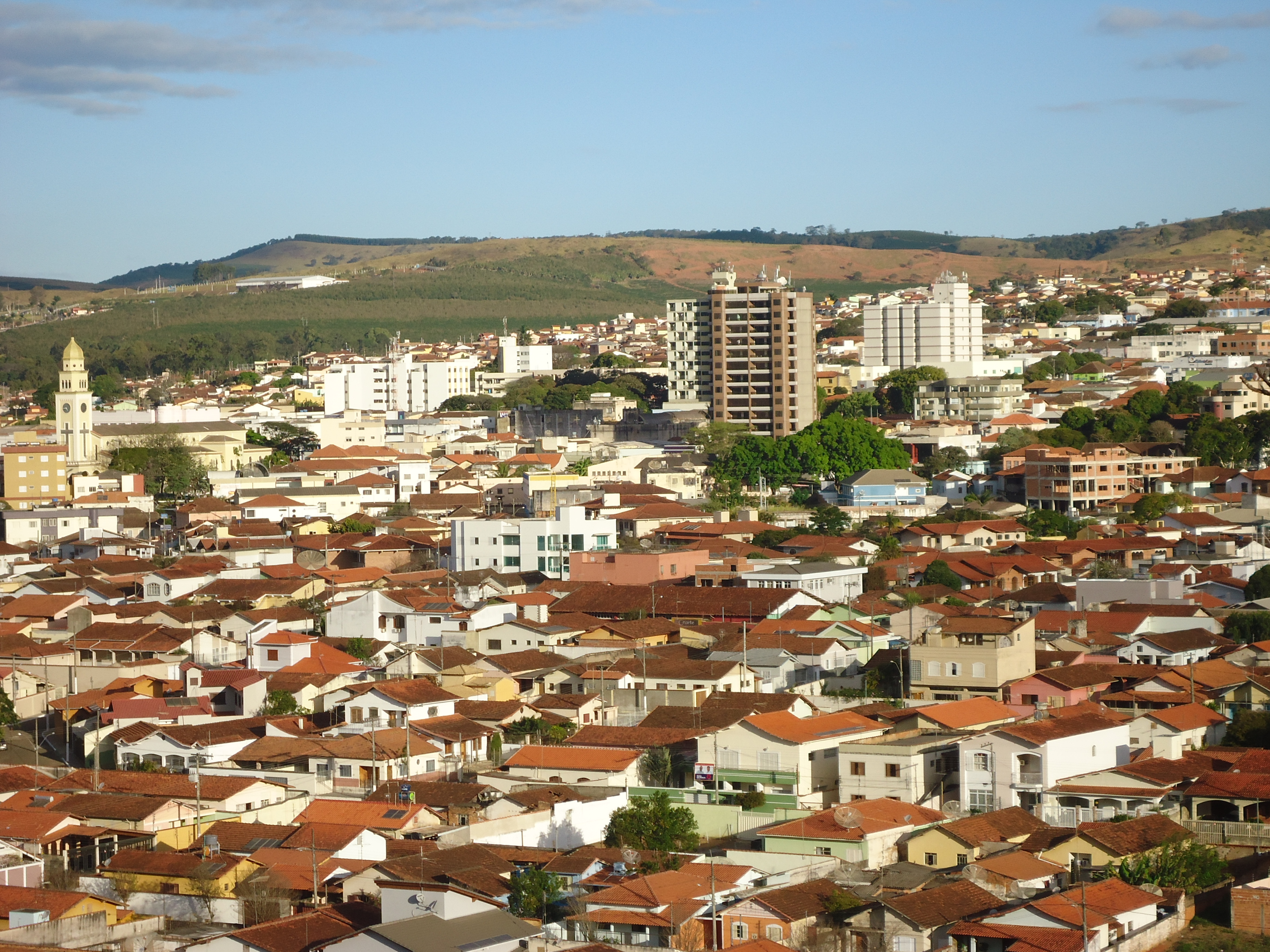
Vista de parte do centro da cidade, com a Igreja Matriz Nossa Senhora da Ajuda na esquerda

A tabela a seguir reúne em ordem cronológica os principais fatos da história de Três Pontas, um município brasileiro no sul do estado de Minas Gerais, desde o início de sua ocupação ainda no início do século XVIII. O território que hoje compõe o município foi ocupado por escravos que formaram quilombos, logo destruídos, e as terras foram divididas em sesmarias. Uma capela marcou o início do arraial que foi crescendo e ganhando importância regional, tornando-se freguesia, vila e posteriormente cidade em 3 de julho de 1857.
Desde então, o desenvolvimento de Três Pontas foi marcado pela melhoria de sua infraestrutura, com a implantação de redes de distribuição de água e energia no início do século passado. A economia baseada no café levou a grandes progressos, como a construção da Estrada de Ferro Trespontana, para escoar a produção, mas ficava sujeita às variações do mercado, como na crise de 1929 que afetou drasticamente a economia do município. A ferrovia foi desativada na década de 1960 devido à construção da Usina Hidrelétrica de Furnas, cujo lago inundou terras férteis e parte da linha férrea no sul do município. Atualmente Três Pontas é formado pelo distrito sede e pelo Pontalete e possui cerca de 54 mil habitantes.

## Cronologia
| Cronologia histórica de Três Pontas | | |
| Data                                | Fato | Imagens |
| Primeira metade do século XVIII     | Chegada dos primeiros habitantes da região, escravos fugidos que formaram quilombos pelo município, um perto da Serra de Três Pontas e outro próximo a localidade de Quilombo Nossa Senhora do Rosário. | Serra de Três Pontas, onde existiu um quilombo Mapa da região de Três Pontas em 1865 Igreja Matriz em 1956 A mesma igreja em 2012 O Carmelo São José em 2023 |
| 1760                                | Os quilombos existentes são exterminados, e a região passa a ser dividida em sesmarias. | Serra de Três Pontas, onde existiu um quilombo Mapa da região de Três Pontas em 1865 Igreja Matriz em 1956 A mesma igreja em 2012 O Carmelo São José em 2023 |
| 1768                                | Fundação da Capela de Nossa Senhora da Ajuda, que marca o início da formação de um arraial. | Serra de Três Pontas, onde existiu um quilombo Mapa da região de Três Pontas em 1865 Igreja Matriz em 1956 A mesma igreja em 2012 O Carmelo São José em 2023 |
| 1777                                | O primeiro casamento é realizado onde hoje é Três Pontas. | Serra de Três Pontas, onde existiu um quilombo Mapa da região de Três Pontas em 1865 Igreja Matriz em 1956 A mesma igreja em 2012 O Carmelo São José em 2023 |
| 14 de julho de 1832                 | O arraial é elevado à Freguesia, similar ao que hoje denomina-se distrito. | Serra de Três Pontas, onde existiu um quilombo Mapa da região de Três Pontas em 1865 Igreja Matriz em 1956 A mesma igreja em 2012 O Carmelo São José em 2023 |
| 1º de abril de 1841                 | A freguesia se transforma em vila, tendo seu território desmembrado do município de Lavras (Pela Lei Provincial n° 202).                                                                                | Serra de Três Pontas, onde existiu um quilombo Mapa da região de Três Pontas em 1865 Igreja Matriz em 1956 A mesma igreja em 2012 O Carmelo São José em 2023 |
| 10 de fevereiro de 1842             | Criação da primeira Câmara Municipal. | Serra de Três Pontas, onde existiu um quilombo Mapa da região de Três Pontas em 1865 Igreja Matriz em 1956 A mesma igreja em 2012 O Carmelo São José em 2023 |
| 22 de abril de 1850                 | Criação da comarca de Três Pontas (Pela Lei Provincial n° 464). | Serra de Três Pontas, onde existiu um quilombo Mapa da região de Três Pontas em 1865 Igreja Matriz em 1956 A mesma igreja em 2012 O Carmelo São José em 2023 |
| 1852                                | Chega em Três Pontas Francisco de Paula Victor para exercer seu ministério sacerdotal. | Serra de Três Pontas, onde existiu um quilombo Mapa da região de Três Pontas em 1865 Igreja Matriz em 1956 A mesma igreja em 2012 O Carmelo São José em 2023 |
| 16 de maio de 1855                  | Supressão da comarca supracitada (Pela Lei Provincial n° 719). | Serra de Três Pontas, onde existiu um quilombo Mapa da região de Três Pontas em 1865 Igreja Matriz em 1956 A mesma igreja em 2012 O Carmelo São José em 2023 |
| 3 de julho de 1857                  | Elevação à cidade (Pela Lei Provincial n° 801). | Serra de Três Pontas, onde existiu um quilombo Mapa da região de Três Pontas em 1865 Igreja Matriz em 1956 A mesma igreja em 2012 O Carmelo São José em 2023 |
| 1862                                | A população chega a vinte mil habitantes. | Serra de Três Pontas, onde existiu um quilombo Mapa da região de Três Pontas em 1865 Igreja Matriz em 1956 A mesma igreja em 2012 O Carmelo São José em 2023 |
| 15 de novembro de 1873              | A Comarca de Três Pontas é restaurada (Pela Lei Provincial n° 2002). | Serra de Três Pontas, onde existiu um quilombo Mapa da região de Três Pontas em 1865 Igreja Matriz em 1956 A mesma igreja em 2012 O Carmelo São José em 2023 |
| 1895                                | Inauguração do ramal da Estrada de Ferro Trespontana. | Serra de Três Pontas, onde existiu um quilombo Mapa da região de Três Pontas em 1865 Igreja Matriz em 1956 A mesma igreja em 2012 O Carmelo São José em 2023 |
| 23 de setembro de 1905              | Morte do Vigário Francisco de Paula Victor. | Serra de Três Pontas, onde existiu um quilombo Mapa da região de Três Pontas em 1865 Igreja Matriz em 1956 A mesma igreja em 2012 O Carmelo São José em 2023 |
| 1914                                | Chegada da rede elétrica e de rede de abastecimento de água. | Serra de Três Pontas, onde existiu um quilombo Mapa da região de Três Pontas em 1865 Igreja Matriz em 1956 A mesma igreja em 2012 O Carmelo São José em 2023 |
| 1918                                | A epidemia de gripe espanhola chega à cidade, causando várias mortes. | Serra de Três Pontas, onde existiu um quilombo Mapa da região de Três Pontas em 1865 Igreja Matriz em 1956 A mesma igreja em 2012 O Carmelo São José em 2023 |
| Por volta de 1920                   | Chegada do telégrafo nacional. | Serra de Três Pontas, onde existiu um quilombo Mapa da região de Três Pontas em 1865 Igreja Matriz em 1956 A mesma igreja em 2012 O Carmelo São José em 2023 |
| 1929                                | A crise econômica mundial causa danos graves à economia do município, muito dependente do comércio de café.                                                                                             | Serra de Três Pontas, onde existiu um quilombo Mapa da região de Três Pontas em 1865 Igreja Matriz em 1956 A mesma igreja em 2012 O Carmelo São José em 2023 |
| 10 de janeiro de 1931               | Criação da Prefeitura Municipal de Três Pontas. | Serra de Três Pontas, onde existiu um quilombo Mapa da região de Três Pontas em 1865 Igreja Matriz em 1956 A mesma igreja em 2012 O Carmelo São José em 2023 |
| 1945                                | Visita do então presidente Eurico Gaspar Dutra para inauguração de pontes sobre o Rio Verde no Pontalete.                                                                                               | Serra de Três Pontas, onde existiu um quilombo Mapa da região de Três Pontas em 1865 Igreja Matriz em 1956 A mesma igreja em 2012 O Carmelo São José em 2023 |
| 1950                                | Criação da pista de pouso para aviões (atual aeroporto). | Serra de Três Pontas, onde existiu um quilombo Mapa da região de Três Pontas em 1865 Igreja Matriz em 1956 A mesma igreja em 2012 O Carmelo São José em 2023 |
| 1957                                | Criação da Praça do Centenário, em comemoração ao primeiro século de emancipação. | Serra de Três Pontas, onde existiu um quilombo Mapa da região de Três Pontas em 1865 Igreja Matriz em 1956 A mesma igreja em 2012 O Carmelo São José em 2023 |
| 16 de julho de 1962                 | Chega em Três Pontas a religiosa Tereza Margarida do Coração de Maria para a inaugurar o Carmelo São José.                                                                                              | Serra de Três Pontas, onde existiu um quilombo Mapa da região de Três Pontas em 1865 Igreja Matriz em 1956 A mesma igreja em 2012 O Carmelo São José em 2023 |
| 1962                                | O município de Santana da vargem desmembra-se do Três Pontas. | Serra de Três Pontas, onde existiu um quilombo Mapa da região de Três Pontas em 1865 Igreja Matriz em 1956 A mesma igreja em 2012 O Carmelo São José em 2023 |
| 1964                                | A Represa de Furnas inunda terras férteis e parte da linha férrea, que foi desativada. | Serra de Três Pontas, onde existiu um quilombo Mapa da região de Três Pontas em 1865 Igreja Matriz em 1956 A mesma igreja em 2012 O Carmelo São José em 2023 |
| 1973                                | Consolidação dos serviços telefônicos. | Serra de Três Pontas, onde existiu um quilombo Mapa da região de Três Pontas em 1865 Igreja Matriz em 1956 A mesma igreja em 2012 O Carmelo São José em 2023 |
| 1977                                | Acontece no município o "Woodstock Mineiro", um grande festival de música popular brasileira, nas colinas conhecidas como "Paraíso".                                                                    | Serra de Três Pontas, onde existiu um quilombo Mapa da região de Três Pontas em 1865 Igreja Matriz em 1956 A mesma igreja em 2012 O Carmelo São José em 2023 |
| 2000                                | A população de Três Pontas chega a cinquenta mil habitantes. | Serra de Três Pontas, onde existiu um quilombo Mapa da região de Três Pontas em 1865 Igreja Matriz em 1956 A mesma igreja em 2012 O Carmelo São José em 2023 |
| 14 de novembro de 2005              | Morre Madre Tereza Margarida, conhecida pelos três-pontanos como "Nossa Mãe". | Serra de Três Pontas, onde existiu um quilombo Mapa da região de Três Pontas em 1865 Igreja Matriz em 1956 A mesma igreja em 2012 O Carmelo São José em 2023 |
| 2008                                | Morre o prefeito de Três Pontas, Glimaldo Paiva três meses após tomar posse. | |
| 2013                                | Protestos provocados pelo baixo preço do café paralisam a cidade. | |
| 2015                                | É beatificado Padre Victor. | |